# ラビオレプス
『ラビオレプス』（RABIO LEPUS）は、1987年に日本のビデオシステムが開発・販売したアーケード向けの横スクロールシューティングゲーム。日本国外では『RABBIT PUNCH』（ラビット・パンチ）のタイトルで稼働された。後に『ソニックウィングス』を手がける中村晋介らによって製作されている。
家庭用は1990年10月19日に『ラビオレプススペシャル』のタイトルでPCエンジンにアレンジ移植された他、2006年3月23日に『オレたちゲーセン族』の第4弾としてPlayStation 2に移植されている。ただし演出面においてオリジナルと異なる部分がある。また、2022年7月7日にアーケードアーカイブスの1作品としてPlayStation 4版とNintendo Switch版が配信。
また本作の世界観と共通したゲーム『メタルラビット』（METAL RABBIT）の製作がされており、『ゲーメスト』にイメージイラストが描かれた広告が掲載された事もあったが開発中止となった。
ゲーム誌『ゲーメスト』誌上で行われていた「第2回ゲーメスト大賞」（1988年度）においてベストシューティング賞で9位を獲得した。

## ゲーム内容
本作は2体のウサギ型ロボット「王家特殊戦闘メカ USAGI」を操作し、異星人に誘拐されたバニーランドの王様と王女姉妹を救出するという内容である。
8方向レバー、2ボタン（ショット、ミサイル）で自機を操作する。ショットボタンはセミオート連射になっており、一定時間ごとに押し直す必要がある。また、敵に近づいてショットボタンを押すことで強力な近接攻撃のパンチが出せる。パンチは一部の背景のスイッチを押す等の使い道もある。ミサイルボタンは画面下のストックの分だけ、威力の高い誘導ミサイルを多数発射する。
地上に接地することで歩くことも可能。この状態では特殊操作としてしゃがみとハイジャンプができる。地上に着地した状態でレバーを下にためて素早く上に入れることで、効果音とともに真上に跳躍する。
プレイヤーは画面下にシールドゲージを3本持っており、一本のゲージ（満タンで5回まで被弾に耐える）がすべて無くなるとダウンする。全てのゲージがなくなるとゲームオーバーとなる。一定スコアに達すると、ゲージが1本追加される（エクステンドに相当する）。
各ステージを攻略すると、にんじんが降ってくるボーナスタイムとなる。にんじんを地面に落とすと終了となる。
全12ステージ構成。2つのモードがあり、ゲーム開始時に1つのモードを選択する。
- ノーマルモード
- エキスパートモード（ノーマルモードに比べて非常に難しいが、全ての得点が2倍で計算される。また、背景の色が異なる）

### アイテム
アイテムは缶詰を壊すと出現する。壊し方によりアイテムの落下位置、内容に変化がある。アイテムは以下の通り。
ミサイル
ミサイルのストックが増える。ストック増加量が3発と9発のものがある。
ヒートミサイル
うさ耳にリボンが付く。リボンが付いている間は、ミサイルが貫通する強力なものになる。敵から攻撃を受けるとリボンは外れ後方に流れて行くが、追い掛けていくことで再装着できる。
にんじん（小）
ゲージの5分の1に相当するシールドエネルギーが回復する。
にんじん（大）
ゲージが全回復する。
たぬきのタンタン
一定時間無敵。体当たりでダメージを与えることもできる。
とっくり
ボーナス得点が入る。

## 移植版
| No. | タイトル                        | 発売日         | 対応機種                      | 開発元               | 発売元         | メディア                              | 型式       | 備考                                                      |
| --- | ------------------------------- | -------------- | ----------------------------- | -------------------- | -------------- | ------------------------------------- | ---------- | --------------------------------------------------------- |
| 1   | ラビオレプススペシャル          | 1990年10月19日 | PCエンジン                    | 水口エンジニアリング | ビデオシステム | 3メガビットHuCARD                     | VS-90003   |                                                           |
| 2   | オレたちゲーセン族 ラビオレプス | 2006年3月23日  | PlayStation 2                 | ハムスター           | ハムスター     | CD-ROM                                | SLPM-62707 | アーケードの移植                                          |
| 3   | ラビオレプス                    | 2022年7月7日   | PlayStation 4 Nintendo Switch | ビデオシステム       | ハムスター     | ダウンロード (アーケードアーカイブス) | -          | アーケードの移植 「こだわり設定」にてボイスの音量を変更可 |

PCエンジン版
『ラビオレプススペシャル』とタイトルが変更されている。1990年10月19日にHuCARDで発売された。
アレンジ移植版となっており、面構成が一部変更となっている。また業務用にあった2人同時プレイは割愛されている。

## スタッフ
アーケード版
- メイン・プログラム：本田忠嗣
- 音楽・効果音：石田安俊、奥田健司
- キャラクター・デザイン：中村晋介
- 背景デザイン：中村晋介
- CGデザイン：中村晋介
- ゲーム・デザイン：中村晋介
- 手伝ってくれた人達：DO RA、小谷栄二、紫帆（沙羅企画）、重田英三、でんわグマ

PCエンジン版
- プログラマー：K.YOUZI、W.HIROSHI、KIN CHAN、K.MURATA
- デバッグ：HINASAN、AKISAMA、TORU、N.MASARU
- デザイナー：中村晋介
- ミュージック：板村直樹
- S.E.：板村直樹
- ディレクター：中村晋介

## 評価
Akiba PC Hotlineの佐々木潤は、グラフィックと企画を担当した中村晋介との対談の中で、本作をくせのある作品とし、カルト的な人気を博したと述べている。中村自身も、本作を「同人ゲームっぽいゲーム」と呼び、ある意味商業ではできない同人ゲームの乗りだったと振り返っている。
アーケード版
ゲーム誌『ゲーメスト』誌上で行われていた「第2回ゲーメスト大賞」（1988年度）においてベストシューティング賞で9位を獲得、その他に年間ヒットゲームで30位を獲得した。また、1991年に刊行されたゲーメストムック『ザ・ベストゲーム』内の「ビデオゲームフルリスト」の紹介文では、「ビデオシステム初の横シューティング。敵に近づいての攻撃がパンチだったり、隠れテクニックがあったりと、よく練られたゲームだった」とゲーム性に関して肯定的な評価が下されている。
PCエンジン版
ゲーム誌『ファミコン通信』のクロスレビューでは合計26点、『月刊PCエンジン』では80・90・80・85・75の平均82点、『PC Engine FAN』の読者投票による「ゲーム通信簿」での評価は以下の通りとなっており、20.33点（満30点）となっている。また、この得点はPCエンジン全ソフトの中で316位（485本中、1993年時点）となっている。
| 項目 | キャラクタ | 音楽 | 操作性 | 熱中度 | お買得度 | オリジナリティ | 総合  |
| 得点 | 3.79       | 3.37 | 3.42   | 3.32   | 3.15     | 3.27           | 20.33 |